# Drivex
Drivex es una escudería de automovilismo española fundada por Miguel Ángel de Castro y Pedro de la Rosa a finales de 2003, con sede en Alcalá de Henares, Madrid. Es reconocida por haber competido en la mayor parte de su existencia en la Eurofórmula Open y en el Campeonato de España de F4, actualmente también disputa la Eurocup-3 y la Fórmula Winter Series.
El único piloto formado en Drivex que ha participado en un Gran Premio de Fórmula 1 es Franco Colapinto en 2024, que resultó campeón del Campeonato de España de F4 en 2019.

## Historia
Drivex fue fundada el 22 de diciembre de 2003 por los ex-pilotos Miguel Ángel de Castro, Pedro de la Rosa y el empresario Jaime Bergel en Barcelona, como una empresa de eventos y escuela de conducción. Al principio para los eventos de competición se subcontrataba a un equipo técnico externo, pero cuando la parte de eventos se consolidó, el Drivex Team se empezó a especializar en las carreras y pasó a contar con material y personal propio.

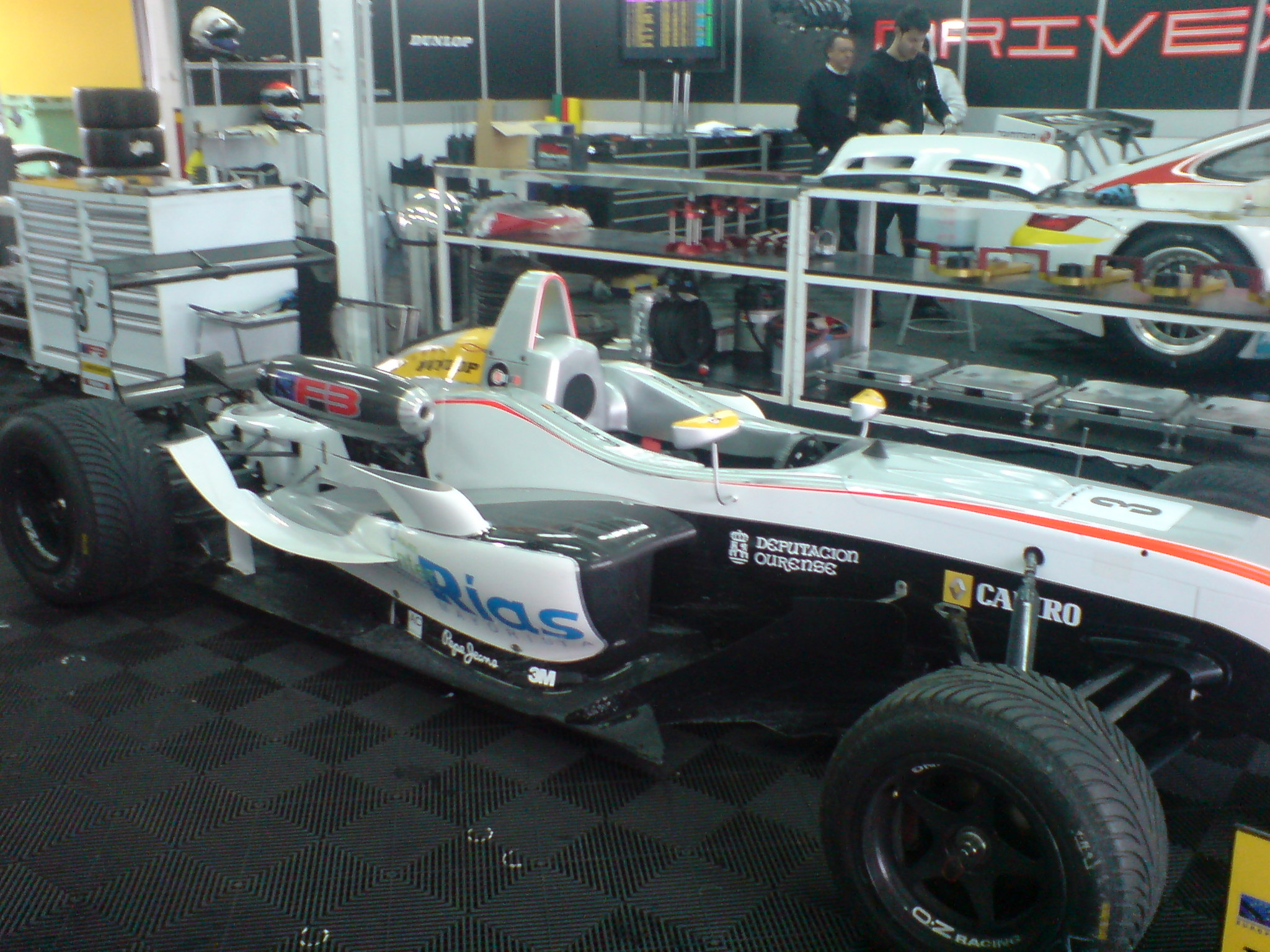
El Drivex de José Luis Abadín en boxes (2010)

Con la llegada de la crisis económica de 2008 los eventos se redujeron, así que Drivex se centró en el apartado de competición gracias a que en aquellos años se dieron tres factores: la experiencia y contactos adquiridos por De Castro con Drivex en el Campeonato de España de GT que le facilitaron el seguir en este campeonato muchos años y ser escuela de conducción de Porsche, los pilotos nacionales que decidieron mantenerse con esta estructura en la European F3 Open (donde fueron subcampeones de pilotos con Celso Míguez y de escuderías quedando a 7 puntos de Campos Racing en 2009) y la contratación por parte Last Lap Events para que fuesen el equipo técnico que se ocupase de la MINI Challenge España. Tras estos años la escudería pasó su peor periodo, pues los españoles desaparecieron de la F3, la MINI Challenge terminó y Drivex apenas pudo mantenerse como empresa de conducción de Volkswagen y escuela de formación de mecánicos e ingenieros a través de sus programas en competiciones de GT. Este departamento fue llamado originalmente como Drivex School, y años después pasó a llamarse Drivex Academy. 

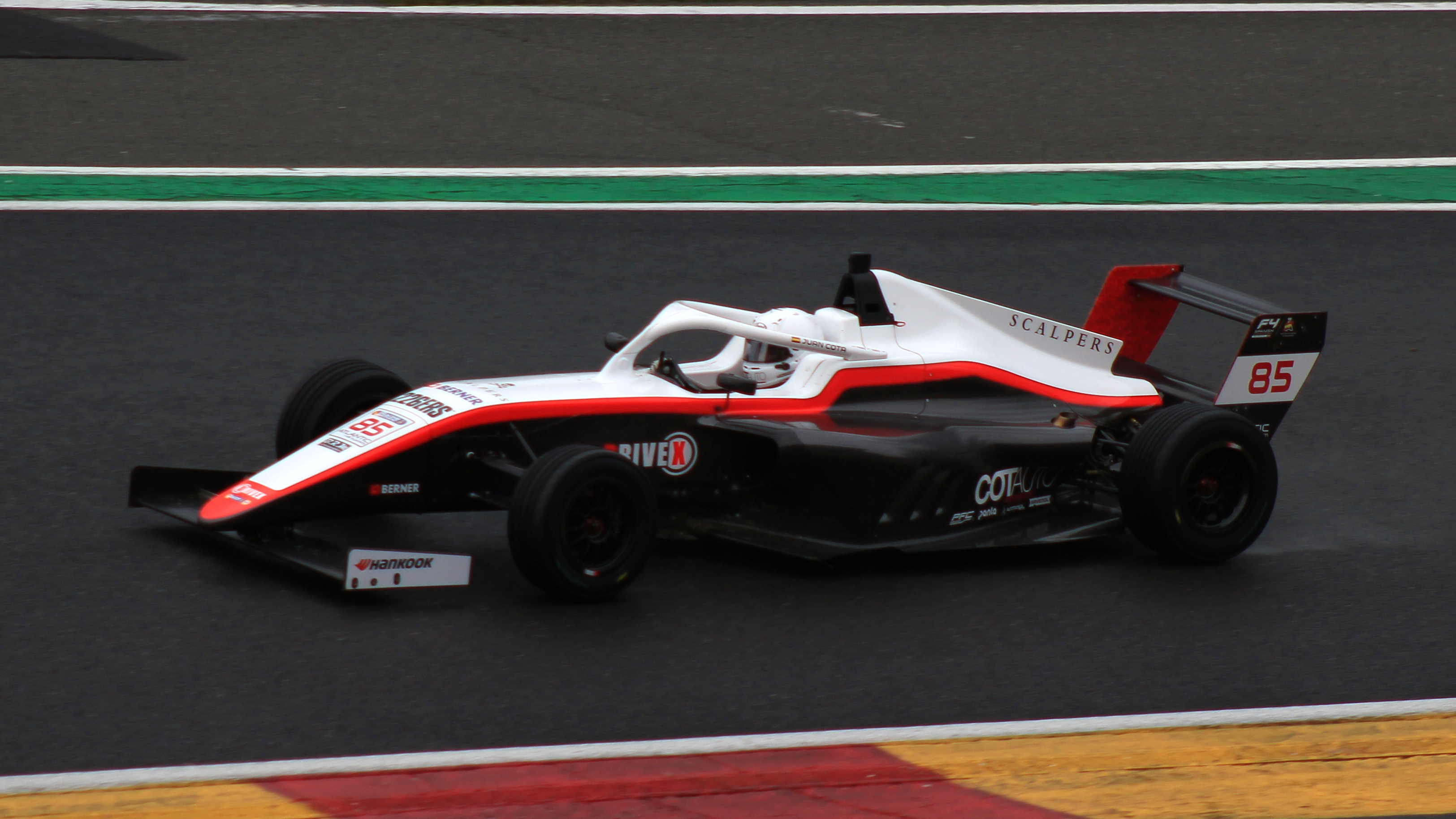
Juan Cota con el F4 de Drivex en 2023

Sin embargo, a partir de 2016 vuelven a renacer, por una parte consiguiendo y apostando por los pilotos extranjeros en la Eurofórmula Open (donde fueron subcampeones de pilotos y escuderías ese año gracias a los buenos resultados de Ferdinand Habsburg), y por otra siendo la única escudería española presente en el nuevo Campeonato de España de F4, donde junto a MP Motorsport son las dos únicas escuderías que han estado presentes en todas sus temporadas a día de hoy. Además tras el abandono de Koiranen de la gestión del campeonato, Miguel Ángel cogió parte de las riendas del campeonato, para consolidarlo junto a otros directores de escudería como la gran potencia europea de Fórmula 4 que está considerado hoy el certamen. Su mejor temporada hasta el momento la lograron en 2019, cuando se proclamaron campeones de pilotos con Franco Colapinto y campeones de escuderías.
En 2018 se anunció la creación de un departamento de eSports, sin embargo, apenas se han tenido noticias sobre él en sucesivos años. En 2023 varios equipos presentes de la F4 Española deciden crear el escalón superior llamado Eurocup-3, donde Drivex también se inscribe.

## Instalaciones
La empresa tiene su sede en la localidad madrileña de Alcalá de Henares, en un polígono industrial ubicado al borde de la autopista R-2. A estas instalaciones se mudaron en 2006, después de haber estado anteriormente en dos ubicaciones diferentes, ya que comenzaron en Barcelona. Ya en Alcalá, inicialmente contaban con una sola nave, pero desde hace varios años disponen de dos contiguas. 

## Temporadas
| Temporada | Series                           | Coche                                | Rondas  | Victorias | Poles | VR | Podios | Pts.    | Pos.    | Pilotos destacados     |
| --------- | -------------------------------- | ------------------------------------ | ------- | --------- | ----- | -- | ------ | ------- | ------- | ---------------------- |
| 2005      | Campeonato de España de GT       | Porsche GT3 RS                       | 6 de 6  | 1         | 1     | ?  | 6      | N/A     | N/A     |                        |
| 2005      | Copa Hyundai Coupé               | Hyundai Coupe V6                     | ? de ?  | ?         | ?     | ?  | ?      | N/A     | N/A     |                        |
| 2006      | Campeonato de España de GT       | Porsche GT3 RS                       | 6 de 6  | 0         | 0     | ?  | 2      | N/A     | N/A     |                        |
| 2006      | Copa Hyundai Coupé               | Hyundai Coupe V6                     | ? de ?  | ?         | ?     | ?  | ?      | N/A     | N/A     |                        |
| 2007      | Campeonato de España de GT       | Porsche GT3 RS                       | 6 de 6  | 0         | 0     | ?  | 1      | N/A     | N/A     |                        |
| 2007      | Peugeot 207 Spider Cup           | Peugeot 207 Spider                   | ? de ?  | ?         | ?     | ?  | ?      | N/A     | N/A     |                        |
| 2008      | International GT Open            | Porsche 997 RSR                      | ? de ?  | 0         | 0     | ?  | 1      | ?       | ?.º     |                        |
| 2008      | Campeonato de España de GT       | Porsche 997 RSR                      | ? de 6  | 0         | 1     | ?  | 5      | N/A     | N/A     |                        |
| 2008      | Renault Clio Cup España          | Renault Clio Cup III                 | 7 de 7  | 2         | 2     | 1  | 6      | N/A     | N/A     | Gonzalo M. de Andrés   |
| 2009      | European F3 Open                 | Dallara F308 - Fiat                  | 8 de 8  | 5         | 3     | 2  | 11     | 110     | 2.º     | Celso Míguez           |
| 2009      | European F3 Open                 | Dallara F306 - Fiat                  | 8 de 8  | 5         | 3     | 2  | 11     | 110     | 2.º     | Celso Míguez           |
| 2009      | International GT Open            | Porsche 991 GT3 RSR                  | 2 de 8  | 0         | 0     | 0  | 0      | 0       | ?.º     |                        |
| 2009      | Campeonato de España de GT       | Porsche 991 GT3 RSR Porsche 997 RSR  | 6 de 6  | 1         | 3     | ?  | 10     | N/A     | N/A     | Miguel Ángel de Castro |
| 2009      | MINI Challenge España            | MINI J.C.W. Challenge                | 6 de 6  | 0         | 0     | 0  | 0      | no apto | no apto |                        |
| 2009      | Renault Clio Cup España          | Renault Clio Cup III                 | 4 de 6  | 0         | 0     | 0  | 0      | N/A     | N/A     |                        |
| 2010      | European F3 Open                 | Dallara F308 - Toyota                | 7 de 8  | 1         | 0     | 1  | 4      | 65      | 4.º     |                        |
| 2010      | European F3 Open                 | Dallara F306 - Toyota                | 8 de 8  | 1         | 0     | 1  | 4      | 65      | 4.º     |                        |
| 2010      | International GT Open - Super GT | Ferrari F430 GT2 Porsche 997 GT3 RSR | 3 de 8  | 0         | 0     | 0  | 0      | 0       | 11.º    |                        |
| 2010      | Campeonato de España de GT       | Porsche 911 GT3 RSR                  | 5 de 6  | 10        | 1     | ?  | 5      | N/A     | N/A     |                        |
| 2010      | MINI Challenge España            | MINI J.C.W. Challenge                | 6 de 6  | 0         | 0     | 0  | 0      | no apto | no apto |                        |
| 2010      | 500 km de Alcañiz                | MINI J.C.W. Challenge                |         |           |       |    |        |         | 25.º    |                        |
| 2010      | Superleague Fórmula              | Panoz DP09                           | 3 de 11 | 0         | 1     | 0  | 0      | -       | -       |                        |
| 2011      | European F3 Open                 | Dallara F308 - Toyota                | 8 de 8  | 0         | 0     | 1  | 0      | 0       | 8.º     |                        |
| 2011      | European F3 Open                 | Dallara F306 - Toyota                | 4 de 8  | 0         | 0     | 1  | 0      | 0       | 8.º     |                        |
| 2011      | International GT Open - Super GT | Porsche 911 GT3 RSR                  | 2 de 8  | 0         | 0     | 0  | 0      | 0       | ?       |                        |
| 2011      | Campeonato de España de GT       | Porsche 911 GT3 RSR                  | 4 de 6  | 5         | 0     | ?  | 7      | N/A     | N/A     | Miguel Ángel de Castro |
| 2011      | MINI Challenge España            | MINI J.C.W. Challenge                | 6 de 6  | 0         | 0     | 0  | 0      | no apto | no apto |                        |
| 2011      | 500 km de Alcañiz                | MINI J.C.W. Challenge                |         |           |       |    |        |         | 14.º    |                        |
| 2012      | European F3 Open                 | Dallara F308 - Toyota                | 6 de 8  | 0         | 0     | 0  | 0      | 0       | 9.º     |                        |
| 2012      | International GT Open - Super GT | Porsche 997 GT3 RSR                  | 5 de 8  | 0         | 0     | 0  | 0      | 3       | 9.º     |                        |
| 2012      | Campeonato de España de GT       | Porsche 997 GT3 RSR                  | 4 de 6  | 1         | ?     | ?  | 1      | N/A     | N/A     |                        |
| 2013      | European F3 Open                 | Dallara F308 - Toyota                | 8 de 8  | 0         | 0     | 0  | 0      | 0       | 13.º    |                        |
| 2013      | International GT Open - Super GT | Porsche 997 GT3 RSR                  | 6 de 8  | 0         | 0     | ?  | 1      | 19      | 5.º     |                        |
| 2013      | Campeonato de España de GT       | Porsche 997 GT3 RSR                  | 2 de 3  | 0         | 1     | ?  | 1      | N/A     | N/A     |                        |
| 2013      | CER - Clase 1                    | Volkswagen Scirocco                  | 5 de 6  | 4         | ?     | ?  | 8      | N/A     | N/A     |                        |
| 2013      | CER - Clase 1                    | SEAT León Long Race                  | 1 de 6  | 4         | ?     | ?  | 8      | N/A     | N/A     |                        |
| 2013      | CER - Clase 2                    | MINI J.C.W. Challenge                | 6 de 6  | 1         | ?     | ?  | 4      | N/A     | N/A     |                        |
| 2013      | 24 Horas de Barcelona            | Volkswagen Scirocco                  |         |           |       |    |        |         | NF      |                        |
| 2013      | 500 km de Alcañiz                | Volkswagen Scirocco                  |         |           |       |    |        |         | 6.º     |                        |
| 2013      | 500 km de Alcañiz                | MINI J.C.W. Challenge                |         |           |       |    |        |         | NF      |                        |
| 2014      | International GT Open - Super GT | Porsche 997 GT3                      | 1 de 8  | 0         | 0     | 0  | 0      | 7       | 6.º     |                        |
| 2014      | Campeonato de España de GT - MES |                                      | ? de ?  | ?         | ?     | ?  | ?      | N/A     | N/A     |                        |
| 2014      | CER - Clase 1                    | Volkswagen Scirocco                  | 5 de 5  | 2         | ?     | ?  | 8      | N/A     | N/A     |                        |
| 2014      | 24 Horas de Barcelona - Turismos | Volkswagen Scirocco                  |         |           |       |    |        |         | 4.º     |                        |
| 2015      | Eurofórmula Open                 | Dallara F312 - Toyota                | 1 de 8  | 0         | 0     | 0  | 0      | no apto | no apto |                        |
| 2015      | International GT Open            | Audi R8 LMS Ultra                    | 2 de 7  | 0         | 0     | 0  | 0      | 0       | NC      |                        |
| 2015      | CER - Clase 1                    | Volkswagen Scirocco                  | 6 de 6  | 1         | ?     | ?  | 3      | N/A     | N/A     |                        |
| 2015      | Campeonato de España de GT       | Porsche 991 Cup                      | ? de 6  | ?         | ?     | ?  | ?      | N/A     | N/A     |                        |
| 2015      | 24 Horas de Barcelona            | Porsche 991 Cup                      |         |           |       |    |        |         | 7.º     |                        |
| 2015      | 24 Horas de Barcelona            | Audi R8 GT3 Ultra                    |         |           |       |    |        |         | 22.º    |                        |
| 2016      | Eurofórmula Open                 | Dallara F312 - Toyota                | 8 de 8  | 2         | 5     | 1  | 13     | 102     | 2.º     |                        |
| 2016      | Campeonato de España de F4       | Tatuus F4-T014                       | 7 de 7  | 0         | 3     | 1  | 17     | 452     | 2.º     | Aleksandr Vartanyan    |
| 2016      | International GT Open            | Audi R8 LMS Ultra                    | 4 de 7  | 0         | 0     | 0  | 1      | 8       | 11.º    |                        |
| 2016      | Campeonato de España de GT - C1  | Porsche 991 Cup                      | 5 de 5  | 4         | ?     | ?  | 4      | N/A     | N/A     | Daniel Díaz-Varela     |
| 2016      | CER - Clase 1                    | Volkswagen Scirocco                  | 5 de 5  | 2         | ?     | ?  | 4      | N/A     | N/A     |                        |
| 2016      | CER - Clase 3                    | Renault Clio Cup III                 | 5 de 5  | 2         | ?     | ?  | 4      | N/A     | N/A     | José Mª. Reina         |
| 2016      | CER LD - C1                      | Porsche 991 Cup Volkswagen Scirocco  | 5 de 5  | 4         | ?     | ?  | 4      | N/A     | N/A     | Daniel Díaz-Varela     |
| 2016      | CER LD - C3                      | Renault Clio Cup III                 | 5 de 5  | 1         | ?     | ?  | 2      | N/A     | N/A     | José Mª. Reina         |
| 2016      | 24 Horas de Barcelona            | Audi R8 LMS Ultra                    |         |           |       |    |        |         | 32.º    |                        |
| 2016      | 500 km de Alcañiz                | Audi R8 LMS Ultra                    |         |           |       |    |        |         | 3.º     |                        |
| 2017      | Eurofórmula Open                 | Dallara F312 - Toyota                | 8 de 8  | 0         | 2     | 4  | 9      | 36      | 3.º     | Nikita Troitskiy       |
| 2017      | Campeonato de España de F4       | Tatuus F4-T014                       | 7 de 7  | 0         | 0     | 0  | 4      | 198     | 3.º     |                        |
| 2017      | International GT Open            | Mercedes-AMG GT3 SLS                 | 7 de 7  | 0         | 0     | 0  | 1      | 6       | 11.º    |                        |
| 2017      | Campeonato de España de GT       | Mercedes-AMG GT3 SLS                 | 5 de 5  | 4         | ?     | ?  | 4      | N/A     | N/A     | Antonio Escámez        |
| 2017      | 500 km de Alcañiz                | Mercedes-AMG GT3 SLS                 |         |           |       |    |        |         | NC      |                        |
| 2017      | CER - Clase 1                    | Volkswagen Scirocco                  | 5 de 5  | 3         | ?     | ?  | 3      | N/A     | N/A     |                        |
| 2018      | Eurofórmula Open                 | Dallara F312 - Toyota                | 8 de 8  | 0         | 0     | 0  | 2      | 26      | 5.º     |                        |
| 2018      | Campeonato de España de F4       | Tatuus F4-T014                       | 6 de 6  | 6         | 4     | 0  | 12     | 257     | 2.º     | Javier González        |
| 2018      | International GT Open            | Mercedes-AMG GT3                     | 7 de 7  | 1         | 0     | 0  | 2      | 12      | 9.º     |                        |
| 2018      | Campeonato de España de GT       | Mercedes-AMG GT3                     | 1 de 5  | 1         | 0     | 0  | 1      | N/A     | N/A     |                        |
| 2018      | CER - Clase 1                    | Volkswagen Scirocco                  | 1 de 5  | 1         | 0     | 0  | 0      | N/A     | N/A     |                        |
| 2019      | Eurofórmula Open                 | Dallara F319 - Toyota                | 4 de 9  | 0         | 0     | 0  | 0      | 0       | 7.º     |                        |
| 2019      | Eurofórmula Open                 | Dallara F317 - Mercedes              | 5 de 9  | 0         | 0     | 0  | 0      | 0       | 7.º     |                        |
| 2019      | Campeonato de España de F4       | Tatuus F4-T014                       | 7 de 7  | 12        | 10    | 12 | 16     | 398     | 1.º     | Franco Colapinto       |
| 2019      | Eurocopa de Fórmula Renault      | Tatuus F3 T-318 - Renault            | 8 de 10 | 0         | 0     | 0  | 0      | 15      | 8.º     |                        |
| 2020      | Eurofórmula Open                 | Dallara F320 - Mercedes              | 7 de 7  | 0         | 0     | 0  | 1      | 9       | 6.º     |                        |
| 2020      | Campeonato de España de F4       | Tatuus F4-T014                       | 7 de 7  | 1         | 0     | 0  | 3      | 239     | 2.º     |                        |
| 2021      | Eurofórmula Open                 | Dallara F320 - Mercedes              | 8 de 8  | 0         | 0     | 0  | 2      | 25      | 5.º     |                        |
| 2021      | Campeonato de España de F4       | Tatuus F4-T014                       | 7 de 7  | 0         | 0     | 2  | 3      | 172     | 4.º     |                        |
| 2022      | Eurofórmula Open                 | Dallara F320 - Mercedes              | 6 de 8  | 0         | 0     | 0  | 1      | 25      | 5.º     |                        |
| 2022      | Campeonato de España de F4       | Tatuus F4-T421                       | 7 de 7  | 0         | 0     | 0  | 1      | 104     | 4.º     |                        |
| 2023      | Fórmula Winter Series            | Tatuus F4-T421                       | 2 de 4  | 0         | 0     | 0  | 0      | N/A     | N/A     |                        |
| 2023      | Eurocup-3                        | Tatuus F3 T-318                      | 8 de 8  | 0         | 0     | 0  | 0      | 93      | 4.º     |                        |
| 2023      | Campeonato de España de F4       | Tatuus F4-T421                       | 7 de 7  | 0         | 0     | 0  | 0      | 21      | 0.º     |                        |
| Total     |                                  |                                      |         | 78        | 37    | 25 | 198    |         |         | 3 , 4 , 6              |

1. ↑  Asesoramiento técnico y deportivo de la escudería FA Racing.

## Resultados

### Categorías actuales

#### Campeonato de España de F4
| Temporada | Monoplaza       | Piloto                     | Carreras | Victorias | Poles | VR | Puntos | Pos. | Pos. |
| --------- | --------------- | -------------------------- | -------- | --------- | ----- | -- | ------ | ---- | ---- |
| 2016      | Tatuus F4-T014  | Nikita Volegov             | 20       | 0         | 1     | 0  | 188    | 5.º  | 2.º  |
| 2016      | Tatuus F4-T014  | Antolín González           | 8        | 0         | 0     | 0  | 0      | NC   | 2.º  |
| 2016      | Tatuus F4-T014  | Aleksandr Vartanyan        | 18       | 0         | 2     | 1  | 244    | 2.º  | 2.º  |
| 2016      | Tatuus F4-T014  | Marta García               | 11       | 0         | 0     | 0  | 0      | NC   | 2.º  |
| 2017      | Tatuus F4-T014  | Javier Cobián              | 3        | 0         | 0     | 0  | 7      | 17.º | 3.º  |
| 2017      | Tatuus F4-T014  | Javier González            | 17       | 0         | 0     | 0  | 146    | 5.º  | 3.º  |
| 2017      | Tatuus F4-T014  | Ivan Berets                | 14       | 0         | 0     | 0  | 41     | 10.º | 3.º  |
| 2017      | Tatuus F4-T014  | Jakes Caouette             | 20       | 0         | 0     | 0  | 9      | 16.º | 3.º  |
| 2018      | Tatuus F4-T014  | Javier González            | 14       | 6         | 5     | 0  | 196    | 3.º  | 2.º  |
| 2018      | Tatuus F4-T014  | Nazim Azman†               | 3        | 0         | 0     | 0  | 179    | 4.º  | 2.º  |
| 2018      | Tatuus F4-T014  | Rui Andrade                | 14       | 0         | 0     | 0  | 43     | 12.º | 2.º  |
| 2018      | Tatuus F4-T014  | Rafael Villanueva Jr.‡     | 10       | 0         | 0     | 0  | 90     | 6.º  | 2.º  |
| 2018      | Tatuus F4-T014  | Filip Kaminiarz            | 14       | 0         | 0     | 0  | 14     | 15.º | 2.º  |
| 2018      | Tatuus F4-T014  | Franco Colapinto           | 4        | 1         | 0     | 0  | 33     | 9.º  | 2.º  |
| 2018      | Tatuus F4-T014  | Benjamin Goethe            | 17       | 0         | 0     | 0  | 39     | 13.º | 2.º  |
| 2019      | Tatuus F4-T014  | Irina Sidorkova            | 18       | 0         | 0     | 0  | 15     | 18.º | 1.º  |
| 2019      | Tatuus F4-T014  | Manuel Espirito Santo      | 3        | 0         | 0     | 0  | 0      | NC   | 1.º  |
| 2019      | Tatuus F4-T014  | Artem Lobanenko            | 21       | 0         | 0     | 2  | 77     | 9.º  | 1.º  |
| 2019      | Tatuus F4-T014  | Rashed Ghanem              | 15       | 1         | 0     | 0  | 61     | 10.º | 1.º  |
| 2019      | Tatuus F4-T014  | Oliver Goethe              | 3        | 0         | 0     | 0  | 0      | NC   | 1.º  |
| 2019      | Tatuus F4-T014  | Ivan Nosov                 | 20       | 0         | 0     | 0  | 47     | 13.º | 1.º  |
| 2019      | Tatuus F4-T014  | Franco Colapinto           | 21       | 11        | 10    | 10 | 325    | 1.º  | 1.º  |
| 2019      | Tatuus F4-T014  | Frederico Alfonso Peters   | 3        | 0         | 0     | 0  | 0      | 20.º | 1.º  |
| 2020      | Tatuus F4-T014  | Manuel Silva               | 3        | 0         | 0     | 0  | 1      | 24.º | 2.º  |
| 2020      | Tatuus F4-T014  | Ivan Nosov                 | 18       | 0         | 0     | 0  | 85     | 7.º  | 2.º  |
| 2020      | Tatuus F4-T014  | Léna Bühler                | 20       | 0         | 0     | 0  | 23     | 15.º | 2.º  |
| 2020      | Tatuus F4-T014  | Maksim Arkhangelskiy       | 3        | 0         | 0     | 0  | 0      | 27.º | 2.º  |
| 2020      | Tatuus F4-T014  | Paul-Adrien Pallot         | 21       | 0         | 0     | 0  | 51     | 12.º | 2.º  |
| 2020      | Tatuus F4-T014  | Augustin Callinot          | 9        | 0         | 0     | 0  | 20     | 16.º | 2.º  |
| 2020      | Tatuus F4-T014  | Guilherme Oliveira         | 3        | 0         | 0     | 0  | 16     | 19.º | 2.º  |
| 2020      | Tatuus F4-T014  | Nicolás Baptiste           | 3        | 0         | 0     | 0  | 0      | 26.º | 2.º  |
| 2020      | Tatuus F4-T014  | Valdemar Eriksen           | 15       | 1         | 0     | 0  | 51     | 11.º | 2.º  |
| 2021      | Tatuus F4-T014  | Maksim Arkhangelskiy       | 21       | 0         | 0     | 0  | 81     | 9.º  | 4.º  |
| 2021      | Tatuus F4-T014  | Guilherme Oliveira         | 18       | 0         | 0     | 1  | 46     | 13.º | 4.º  |
| 2021      | Tatuus F4-T014  | Noam Abramczyk             | 21       | 0         | 0     | 1  | 38     | 14.º | 4.º  |
| 2021      | Tatuus F4-T014  | Branden Lee Oxley          | 21       | 0         | 0     | 0  | 12     | 19.º | 4.º  |
| 2021      | Tatuus F4-T014  | Lola Lovinfosse            | 21       | 0         | 0     | 0  | 0      | 27.º | 4.º  |
| 2021      | Tatuus F4-T014  | Lukáš Málek                | 6        | 0         | 0     | 0  | 0      | 30.º | 4.º  |
| 2021      | Tatuus F4-T014  | Georgi Dimitrov            | 3        | 0         | 0     | 0  | 0      | 32.º | 4.º  |
| 2022      | Tatuus F4-T-421 | Gaël Julien                | 21       | 0         | 0     | 0  | 60     | 11.º | 4.º  |
| 2022      | Tatuus F4-T-421 | Daniel Nogales             | 21       | 0         | 0     | 0  | 26     | 14.º | 4.º  |
| 2022      | Tatuus F4-T-421 | Bruno del Pino             | 21       | 0         | 0     | 0  | 24     | 16.º | 4.º  |
| 2022      | Tatuus F4-T-421 | Maksim Arkhangelskiy       | 21       | 0         | 0     | 0  | 0      | 24.º | 4.º  |
| 2022      | Tatuus F4-T-421 | Noah Lisle                 | 9        | 0         | 0     | 0  | 0      | 29.º | 4.º  |
| 2022      | Tatuus F4-T-421 | Victoria Blokhina          | 3        | 0         | 0     | 0  | 0      | NC   | 4.º  |
| 2023      | Tatuus F4-T421  | Juan Cota                  | 21       | 0         | 0     | 0  | 14     | 15.º | 8.º  |
| 2023      | Tatuus F4-T421  | Daniel Nogales             | 9        | 0         | 0     | 0  | 5      | 18.º | 8.º  |
| 2023      | Tatuus F4-T421  | Alexander Abkhazava        | 21       | 0         | 0     | 0  | 2      | 24.º | 8.º  |
| 2023      | Tatuus F4-T421  | Joao Paulo Diaz Balesteiro | 3        | 0         | 0     | 0  | 0      | NC   | 8.º  |
| 2023      | Tatuus F4-T421  | Alexander Bolduev          | 3        | 0         | 0     | 0  | 0      | 29.º | 12.º |
| 2023      | Tatuus F4-T421  | Georgy Zhuravskiy          | 15       | 0         | 0     | 0  | 0      | 34.º | 12.º |
| 2023      | Tatuus F4-T421  | Maximiliano Restrepo       | 20       | 0         | 0     | 0  | 0      | 37.º | 12.º |

#### Fórmula Winter Series
| Temporada | Monoplaza       | Piloto               | Carreras | Victorias | Poles | VR | Puntos | Pos. |
| --------- | --------------- | -------------------- | -------- | --------- | ----- | -- | ------ | ---- |
| 2023      | Tatuus F4-T-421 | Juan Cota            | 4        | 0         | 0     | 0  | 36     | 8.º  |
| 2023      | Tatuus F4-T-421 | Maximiliano Restrepo | 4        | 0         | 0     | 0  | 6      | 17.º |

#### Eurocup-3
| Temporada | Monoplaza       | Piloto              | Carreras | Victorias | Poles | VR | Puntos | Pos. | Pos. |
| --------- | --------------- | ------------------- | -------- | --------- | ----- | -- | ------ | ---- | ---- |
| 2023      | Tatuus F3 T-318 | Nick Gilkes         | 16       | 0         | 0     | 0  | 37     | 11.º | 4.º  |
| 2023      | Tatuus F3 T-318 | Daniel Nogales      | 12       | 0         | 0     | 0  | 36     | 12.º | 4.º  |
| 2023      | Tatuus F3 T-318 | Pierre-Louis Chovet | 2        | 0         | 0     | 0  | 14     | 16.º | 4.º  |
| 2023      | Tatuus F3 T-318 | William Karlsson    | 6        | 0         | 0     | 0  | 6      | 17.º | 4.º  |
| 2023      | Tatuus F3 T-318 | David Morales       | 2        | 0         | 0     | 0  | 0      | 21.º | 4.º  |
| 2023      | Tatuus F3 T-318 | Georgy Zhuravskiy   | 4        | 0         | 0     | 0  | 0      | 24.º | 4.º  |

### Categorías anteriores
| Eurofórmula Open |                            |                    |          |           |       |    |        |       |      |
| Temporada        | Monoplaza                  | Piloto             | Carreras | Victorias | Poles | VR | Puntos | Pos.  | Pos. |
| ---------------- | -------------------------- | ------------------ | -------- | --------- | ----- | -- | ------ | ----- | ---- |
| 2009             | Dallara F308 Fiat          | Celso Míguez       | 16       | 5         | 3     | 2  | 145    | 2.º   | 2.º  |
| 2009             | Dallara F306 Fiat          | Luis Villalba      | 2        | 0         | 0     | 0  | 0      | 27.º  | 2.º  |
| 2009             | Dallara F306 Fiat          | José Luis Abadín   | 10       | 0         | 0     | 0  | 16     | 15.º  | 2.º  |
| 2009             | Dallara F306 Fiat          | Ryuichi Nara       | 2        | 0         | 0     | 0  | 0      | 30.º  | 2.º  |
| 2010             | Dallara F308 Toyota        | José Luis Abadín   | 10       | 0         | 0     | 0  | 43     | 7.º   | 4.º  |
| 2010             | Dallara F308 Toyota        | Pedro Quesada      | 4        | 0         | 0     | 0  | 18     | 15.º  | 4.º  |
| 2010             | Dallara F306 Toyota        | Aaron Filgueira    | 16       | 1         | 0     | 1  | 46     | 6.º   | 4.º  |
| 2011             | Dallara F308 Toyota        | Fernando Monje     | 16       | 0         | 0     | 1  | 27     | 15.º  | 8.º  |
| 2011             | Dallara F306 Toyota        | Pedro Quesada      | 4        | 0         | 0     | 0  | 0      | 25.º† | 8.º  |
| 2011             | Dallara F306 Toyota        | Luis Villalba      | 2        | 0         | 0     | 0  | 0      | NC    | 8.º  |
| 2011             | Dallara F306 Toyota        | Cristian Serrada   | 6        | 0         | 0     | 0  | 0      | NC    | 8.º  |
| 2012             | Dallara F308 Toyota        | José Luis Abadín   | 2        | 0         | 0     | 0  | 0      | NC    | 9.º  |
| 2012             | Dallara F308 Toyota        | Cristian Serrada   | 10       | 0         | 0     | 0  | 0      | 25.º  | 9.º  |
| 2013             | Dallara F308 Toyota        | Richard Gonda      | 16       | 0         | 0     | 0  | 10     | 18.º  | NC   |
| 2015             | Dallara F312 Toyota        | Ferdinand Habsburg | 2        | 0         | 0     | 0  | 0      | NC    | NC   |
| 2016             | Dallara F312 Toyota        | Ferdinand Habsburg | 18       | 2         | 4     | 1  | 247    | 2.º   | 2.º  |
| 2016             | Dallara F312 Toyota        | Nikita Troitskiy   | 4        | 0         | 1     | 0  | 36     | 13.º  | 2.º  |
| 2016             | Dallara F312 Toyota        | Vasily Romanov     | 4        | 0         | 0     | 0  | 0      | NC    | 2.º  |
| 2017             | Dallara F312 Toyota        | Christian Hahn     | 16       | 0         | 0     | 0  | 11     | 16.º  | 3.º  |
| 2017             | Dallara F312 Toyota        | Tarun Reddy        | 16       | 0         | 0     | 0  | 26     | 14.º† | 3.º  |
| 2017             | Dallara F312 Toyota        | Nikita Troitskiy   | 16       | 0         | 2     | 4  | 222    | 2.º   | 3.º  |
| 2018             | Dallara F312 Toyota        | Jannes Fittje      | 6        | 0         | 0     | 0  | 22     | 12.º  | 5.º  |
| 2018             | Dallara F312 Toyota        | Lukas Dunner       | 16       | 0         | 0     | 0  | 81     | 7.º   | 5.º  |
| 2018             | Dallara F312 Toyota        | Christian Hahn     | 12       | 0         | 0     | 0  | 29     | 10.º  | 5.º  |
| 2018             | Dallara F312 Toyota        | Patrick Schott     | 2        | 0         | 0     | 0  | 0      | NC    | 5.º  |
| 2018             | Dallara F312 Toyota        | Javier González    | 4        | 0         | 0     | 0  | 0      | NC    | 5.º  |
| 2019             | Dallara F317 Toyota        | Petru Florescu     | 2        | 0         | 0     | 0  | 0      | 26.º  | 7.º  |
| 2019             | Dallara F317 Toyota        | Franco Colapinto   | 2        | 0         | 0     | 0  | 0      | 27.º  | 7.º  |
| 2019             | Dallara F317 Toyota        | Rui Andrade        | 3        | 0         | 0     | 0  | 6      | 22.º  | 7.º  |
| 2019             | Dallara F317 Mercedes-Benz | Rui Andrade        | 15       | 0         | 0     | 0  | 6      | 22.º  | 7.º  |
| 2019             | Dallara F317 Mercedes-Benz | Filip Kaminiarz    | 2        | 0         | 0     | 0  | 0      | NC    | 7.º  |
| 2020             | Dallara 320 Mercedes-Benz  | Glenn van Berlo    | 18       | 0         | 0     | 0  | 80     | 9.º   | 6.º  |
| 2020             | Dallara 320 Mercedes-Benz  | Shihab Al Habsi    | 6        | 0         | 0     | 0  | 6      | 17.º  | 6.º  |
| 2020             | Dallara 320 Mercedes-Benz  | Rafael Villagómez  | 4        | 0         | 0     | 0  | 0      | NC    | 6.º  |
| 2021             | Dallara 320 Mercedes-Benz  | Enzo Trulli †      | 21       | 0         | 0     | 1  | 144    | 7.º   | 5.º  |
| 2021             | Dallara 320 Mercedes-Benz  | Enzo Scionti       | 24       | 0         | 0     | 0  | 33     | 14.º  | 5.º  |
| 2021             | Dallara 320 Mercedes-Benz  | Joshua Dürksen     | 3        | 0         | 0     | 0  | 29     | 17.º  | 5.º  |
| 2021             | Dallara 320 Mercedes-Benz  | Branden Lee Oxley  | 3        | 0         | 0     | 0  | 13     | 19.º  | 5.º  |
| 2021             | Dallara 320 Mercedes-Benz  | Nico Pino          | 3        | 0         | 0     | 0  | 4      | 22.º  | 5.º  |
| 2021             | Dallara 320 Mercedes-Benz  | Dexter Patterson   | 3        | 0         | 0     | 0  | 0      | NC    | 5.º  |
| 2022             | Dallara 320 Mercedes-Benz  | Ayrton Simmons     | 9        | 0         | 0     | 1  | 85     | 10.º  | 5.º  |
| 2022             | Dallara 320 Mercedes-Benz  | Alex Peroni        | 3        | 0         | 0     | 0  | 23     | 13.º  | 5.º  |
| 2022             | Dallara 320 Mercedes-Benz  | Nico Pino          | 8        | 0         | 0     | 0  | 20     | 14.º  | 5.º  |
| 2022             | Dallara 320 Mercedes-Benz  | Benjámin Berta     | 3        | 0         | 0     | 0  | 14     | 15.º  | 5.º  |
| 2022             | Dallara 320 Mercedes-Benz  | Daniel Nogales     | 3        | 0         | 0     | 0  | 4      | 16.º  | 5.º  |